# El Corozal
El Corozal es una localidad del municipio de Centro ubicado en la subregión centro del estado mexicano de Tabasco.

## Geografía
La localidad de El Corozal se sitúa en las coordenadas geográficas 17°59′55″N 92°45′02″O / 17.998611, -92.750556, a una elevación de 10 metros sobre el nivel del mar.

## Demografía
Según el Conteo de Población y Vivienda 2020, efectuado por el Instituto Nacional de Estadística y Geografía, la localidad de El Corozal tiene 751 habitantes, de los cuales 377 son del sexo masculino y 374 del sexo femenino. Su tasa de fecundidad es de 2.61 hijos por mujer y tiene 204 viviendas particulares habitadas.
| Gráfica de evolución demográfica de El Corozal entre 1940 y 2020 |
|                                                                  |
| INEGI.                                                           |